# Sara Decker
Sara Decker (* 1985) ist eine deutsche Jazzsängerin und Komponistin, die sich auf melodiösen Jazz-Pop spezialisiert hat.

## Wirken
Decker hatte als Kind Musikunterricht (Blockflöte, Klavier). Sie studierte zunächst Kulturwissenschaften und Journalismus an der Philipps-Universität Marburg. Nach dem Abschluss des ersten Studiums wechselte sie zur Musik und studierte am Konservatorium in Maastricht Jazzgesang. Seit 2014 vertiefte sie ihre Ausbildung mit einem Fulbright-Stipendium an der Manhattan School of Music in New York City, wo sie bei Gretchen Parlato, Theo Bleckmann und Kate McGarry studierte.
2014 entstand ihre EP Clouds and Birds. 2015 gewann sie mit ihrem Quintett den European Jazz Award beim italienischen Festival Tuscia in Jazz und tourte dann mit ihrem Quintett durch Europa, wo sie sich auch beim Festival Women in Jazz vorstellte, und durch die USA. 2017 veröffentlichte sie ihr Album Long Distance und gewann nach einem Auftritt im Rahmen des Montreux Jazz Festival den zweiten Preis bei der Shure Montreux Jazz Competition. 2018 eröffnete sie in Montreux mit der Academy Band unter Leitung von Bugge Wesseltoft für Chick Corea. Sie arbeitet auch im Duo mit Daryl Johns, der Soul/Jazzband Oneword und mit ihrem Latin-Jazz-Trio Yo Toco (mit Gitarrist David Mingullion und ihrem Ehemann Jeroen Truyen am Schlagzeug). 2019 war sie mit einem acht-köpfigen Vokal-Ensemble in Nordrhein-Westfalen mit dem Programm Stationen IV unterwegs; in der Band Frida singt sie mit Mascha Corman und Julia Ehninger. Auch ist sie auf Gerd Breuers Album OGroove (Timezone Records 2014) zu hören. 2019 erhielt sie das NRW Künstler Stipendium.

## Diskographische Hinweise
- Long Distance (2017, mit Julius Rodriguez, sowie Oskar Stenmark, Schadrack Pierre)
- Poetryfied (amc records 2020, mit Billy Test, Nicolai Amrehn, Jeroen Truyen, sowie Heidi Bayer, Stefan Karl Schmid, Julia Kriegsmann)[5]
- Frida Freedom of Flight (Jazzsick 2020, mit Mascha Corman, Julia Ehninger, Conrad Noll, Jeroen Truyen)[6]